# Herman Wirth
Herman Wirth (alternativamente referido como Herman Wirth Roeper Bosch, o Herman Felix Wirth o Herman) (6 de mayo de 1885 en Utrecht - 16 de febrero de 1981 en Kusel ) fue un  Holandés -  Alemán historiador y estudioso de religiones y símbolos antiguos. Cofundó la SS - organización  Ahnenerbe  pero luego fue expulsado por Heinrich Himmler.

## Biografía
Nacido en Utrecht el 6 de mayo de 1885, Wirth estudió flamenco holandés filología, literatura, historia y musicología en Utrecht y Leipzig, recibiendo su doctorado en 1911 de la Universidad de Basilea con una disertación sobre la desaparición de la canción popular holandesa.  Enseñó holandés en la Universidad de Berlín desde 1909.
En 1914, al estallar la Primera Guerra Mundial, Wirth se ofreció como voluntario para el servicio militar en el Ejército alemán, donde fue asignado para monitorear a los separatistas flamencos en los territorios ocupados por Alemania,Bélgica. En 1916 fue condecorado, despedido del servicio y posteriormente nombrado por Wilhelm II como profesor ( Titularprofessor ).  En 1918 se convirtió en profesor en el  Real Conservatorio de Bruselas Después de que terminó la guerra, él y su esposa se mudaron a los Países Bajos, donde fundaron una organización nacionalista Wandervogel, dedicada a la música folclórica tradicional. Para entonces, Wirth aceptó un trabajo temporal como profesor en el gimnasio de Baarn.
En agosto de 1922 se convirtió en profesor honorario en Marburg, Alemania, pero aceptó otro trabajo como profesor en Sneek (Países Bajos) hasta febrero de 1924. Esto le dio la oportunidad de sumergirse en la cultura popular frisona y la historia de la aparentemente edad. -antiguo  Libro de Oera Linda . En 1925 se unió al NSDAP. Sin embargo, su membresía se suspendió en 1926, aparentemente porque no quería asustar a los patrocinadores judíos. 

### Prehistoria nazi
Wirth luego publicó un libro sobre la "Prehistoria de la raza nórdica atlántica"  (en alemán: Urgeschichte der atlantisch-nordischen Rasse) , que encontró atractivo en los círculos völkisch (movimiento völkisch). A partir de octubre de 1932, Wirth intentó establecer un  Forschungsinstitut für Urgeschichte  en Bad Doberan asociado con una cátedra en la universidad de Rostock, con el apoyo del gobierno estatal NSDAP de  Mecklenburg-Schwerin. Dirigida por Wirth, fue extremadamente controvertida en los círculos profesionales, así como entre los intelectuales destacados del NSDAP. Debido a la falta de fondos y al costoso estilo de vida de Wirth, el instituto cerró en un año. La  Hermann-Wirth-Gesellschaft , fundada en 1928, también sufrió. 
Después del ascenso al poder del NSDAP, se reincorporó al partido en 1934 y poco después se convirtió en miembro del  Schutzstaffel (SS, número de miembro 258.776). Adolf Hitler le volvió a otorgar su anterior número NSDAP (20.151) personalmente.
A principios del verano de 1933, amigos del NSDAP ayudaron a Wirth a ser nombrado para una cátedra extraordinaria sin responsabilidades docentes en la facultad de teología de la Universidad de Berlín. También negoció con el Ministerio de Educación de Prusia la creación de un museo al aire libre "Deutsches Ahnenerbe" cerca de Berlín. Wirth también volvió a fundar su organización como "Gesellschaft für germanische Ur- und Vorgeschichte", con la ayuda del periodista y funcionario nazi Johann von Leers y del industrial Ludwig Roselius. Este último había apoyado a Wirth desde la década de 1920 y había pagado la publicación de "Der Aufgang der Menschheit". 
Entre 1933 y 1935, hubo un gran choque filosófico alentado por el partido nazi entre las iglesias, y el neopaganismo apoyado por teorías völkisch. Wirth fue uno de los que intentaron reinterpretar el cristianismo en términos del origen étnico nórdico del monoteísmo original.  Los neopaganos de libre pensamiento fundaron un grupo de apoyo en 1933, e incluyeron Wirth, Jakob Wilhelm Hauer, y hasta 1934  Ernst Bergmann y numerosos excomunistas.
En 1934, Wirth avanzó planea crear una organización llamada  Deutsches Ahnenerbe e.V.  que estaba destinada a albergar y exhibir su colección. Aunque fue apoyado por Roselius, el   Verein  aparentemente nunca fue creado. Pero von Leers había puesto a Wirth en contacto con Heinrich Himmler y Richard Walther Darré que estaban interesados en las ideas de Wirth. Desde 1935, patrocinado por Himmler y Darré, Wirth co -Fundó y luego encabezó el  Ahnenerbe , que debía "investigar la herencia ancestral alemana", del SS. En 1937, Himmler reestructuró el  Ahnenerbe , nombró a Wirth el "presidente honorario" sin poderes reales y lo reemplazó como presidente con Walter Wüst. En 1938, Wirth también perdió su departamento dentro del  Ahnenerbe  y en 1939 perdió su puesto como  Ehrenpräsident . 
Wirth continuó su investigación, financiada repetidamente por Himmler; ambos hombres permanecieron en contacto. Wirth siguió siendo un oficial de las SS, pero, a pesar del consentimiento de Himmler, tuvo dificultades para encontrar un nuevo trabajo en la Universidad de Marburg.

### Después de la Segunda Guerra Mundial
Capturado en 1945 por el  U.S. Army, Wirth fue detenido y entrevistado durante dos años. Sintiéndose incómodo en los Países Bajos, se mudó a Suecia, antes de regresar a Marburgo en 1954, donde vivió como académico privado.
Aunque continuó defendiendo los principios nazis, las enseñanzas de Wirth sobre "Urkulturen" encontraron resonancia en la escena alternativa en evolución, y en la década de 1970 obtuvo el apoyo de grupos nativos norteamericanos. A finales de la década de 1970, los políticos de Renania-Palatinado incluido el gobierno estatal y los delegados de Kusel apoyaron un proyecto para establecer un museo para mostrar la colección etnográfica de Wirth en el granero del diezmo del  Castillo de Lichtenberg. Cuando las revistas comenzaron a escribir sobre su pasado de Ahnenerbe, el proyecto fue abortado.
El influyente neonazi chileno Miguel Serrano entrevistó a Wirth en septiembre de 1979. Según Serrano, Wirth se quejó de que su obra magna "Palestinabuch" había sido recientemente robada. De hecho, hay indicios de que Wirth ha trabajado entre 1933 y 1969 en un texto antisemita, que podría servir como contraparte de la "Crónica de Ura Linda". Desde entonces, debido a las publicaciones de Serrano y el filósofo ruso Aleksandr Dugin, la idea de un manuscrito mayor perdido ha ganado algún tipo de estatus de culto en los círculos de extrema derecha.
Wirth murió en 1981 en Kusel.

## Filosofía
Wirth afirmó que la civilización es una maldición que solo una forma de vida más simple, como se documenta en los hallazgos arqueológicos y los registros históricos, podría eliminar. Ha sido criticado por el nacionalismo romántico y la germanomanía. Fue también criticado por eruditos alemanes de su época, como Bolko von Richthofen, Gerhard Gloege, Arthur Hübner y  de, por "negarse ingenuamente a aceptar "la supuesta evidencia que supuestamente probó ' Crónica de Ura Linda' '(una crónica de una familia frisona de los siglos VI-I a. C. que él tradujo) una falsificación.
Wirth situó los orígenes de la civilización europea en la isla mitológica de Atlantis, que pensó que estaba ubicada en el Atlántico Norte, conectando América del Norte y Europa. Sus habitantes supuestamente eran puros raza aria, influyendo en las culturas no sólo de los europeos, sino también de los nativos de América del Norte y el "Viejo Mundo" más amplio más allá de Europa. Según Wirth, estos atlantes adoraban a una sola deidad cuyo aspecto cambiaba con las estaciones y su hijo, el "Heilsbringer". En su religión, las sacerdotisas jugaron un papel clave. Wirth pensó que tanto la fe judía como la cristiana eran perversiones de esta religión original. Se consideraba un simbólogo y pensaba que el pueblo germánico era descendiente directo de estos habitantes de la Atlántida. Investigar la cultura germánica fue, pues, una forma de reconstruir la cultura original de los antiguos. Toda esta investigación fue considerada
explícitamente tanto político como religioso. 
Las ideas de Wirth inspiraron el diseño de Haus Atlantis en Böttcherstraße en Bremen. Esto fue mencionado en un discurso de Hitler en el  Reichsparteitag  de 1936, en el que denunció la "Böttcher-Straßen-Kultur". 

## Obras escritas
- Der Aufgang der Menschheit  (Adhesión de la humanidad), 1928
- Die Heilige Urschrift der Menschheit , 1931-1936
- Die  Ura Linda Chronik  (crónica de Ura Linda), editor, 1933

## Más lecturas
- Existe una biografía completa de Wirth en Joscelyn Godwin, "Herman Wirth en Folksong",  Tyr journal, vol. 2.
- Para más detalles de la vida de Wirth, Nicholas Goodrick-Clarke,   Black Sun: Cultos arios, nazismo esotérico y la política de la identidad .